# 채운초등학교
채운초등학교는 대한민국 충청남도 논산시 채운면 야화리에 있는 공립 초등학교이다.

## 학교 연혁
- 1936년 6월 10일 채운공립보통학교 개교
- 1938년 4월 1일 채운공립심상소학교로 개칭
- 1941년 4월 1일 채운공립국민학교로 개칭
- 1961년 4월 1일 이화국민학교 분리
- 1981년 3월 1일 병설유치원 개원
- 1993년 3월 1일 학교급식 실시
- 1996년 3월 1일 채운초등학교로 개칭
- 2014년 3월 1일 7학급편성, 유치원1학급
- 2015년 2월 13일 초등학교 8학급(특수학급 1학급 포함), 유치원 1학급 편성
- 2017년 2월 17일 제75회 졸업(6명) (총 6,039명 배출)
- 2017년 3월 1일 초등학교 8학급(특수학급 1학급 편성), 유치원 1학급
- 2026년 6월 10일 개교 90주년

## 참고 자료
- 채운초등학교 - 한국교육학술정보원 학교알리미